# Atlantique (département)
Pour les articles homonymes, voir Atlantique (homonymie).
L'Atlantique est un département situé dans le Sud du Bénin. 

## Géographie
Il est limitrophe de cinq départements du Bénin.
| Couffo | Zou              |          |
| Mono   | Atlantique       | Ouémé    |
|        | Océan Atlantique | Littoral |

## Histoire
En 1999, le département du Littoral – c'est-à-dire la commune de Cotonou – en a été détaché.
Allada en est le chef-lieu depuis le 22 juin 2016.

## Communes

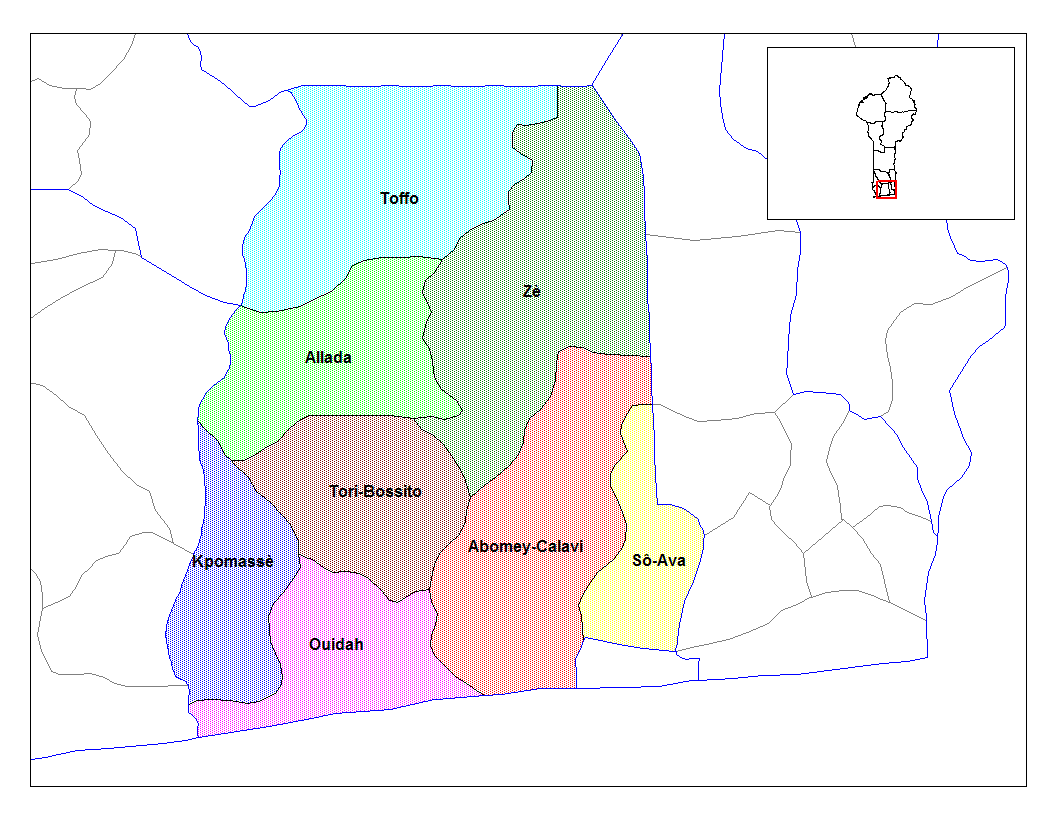
Communes du département de l'Atlantique

Il se subdivise en 8 communes :
- Abomey-Calavi
- Allada (Préfecture)
- Kpomassè
- Ouidah
- Sô-Ava
- Toffo
- Tori-Bossito
- Zè

## Villages
Depuis 2013, le département de l'Atlantique compte 718 villages et quartiers de ville.

## Tourisme

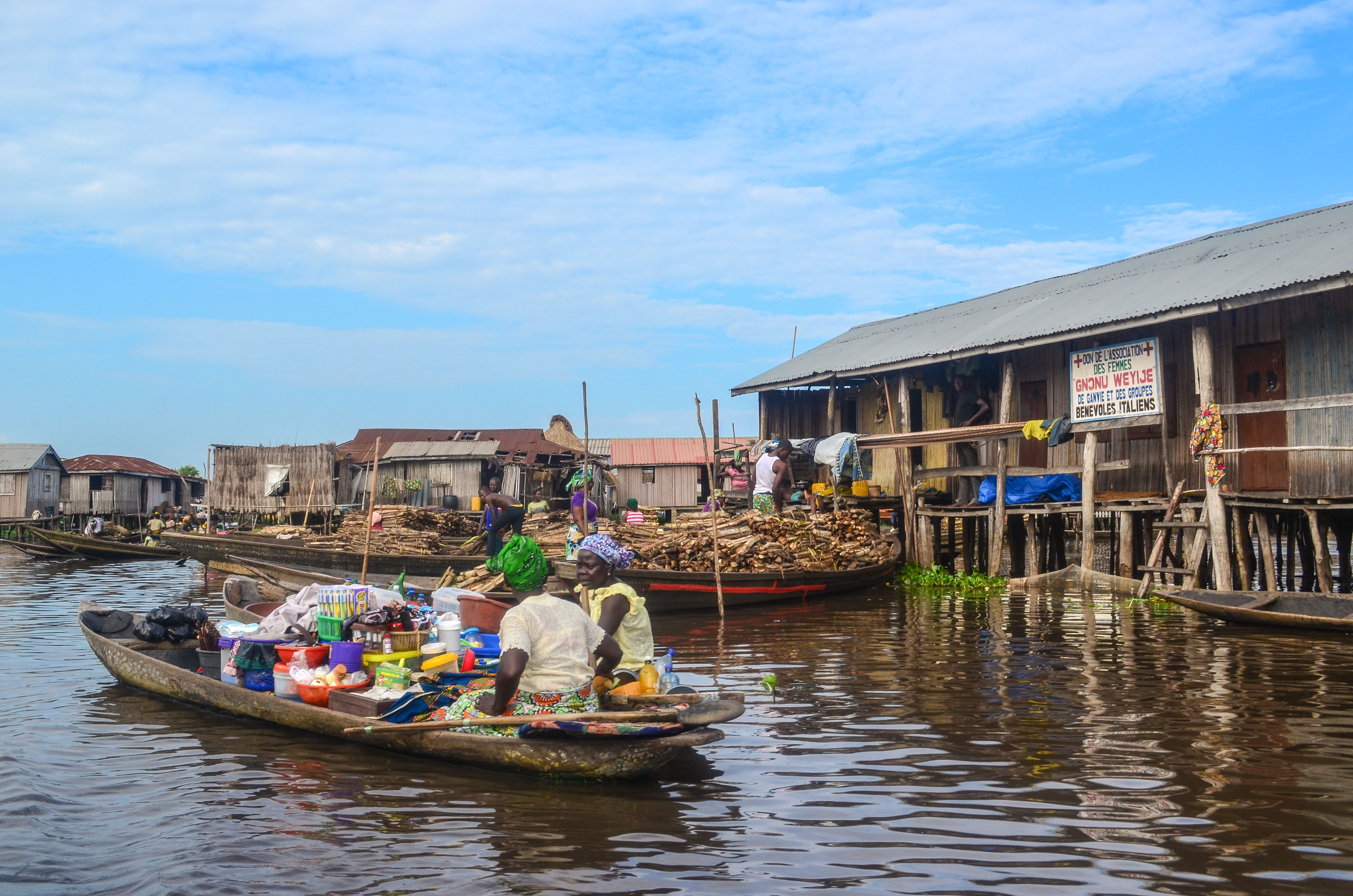
Lagune de Ganvié.
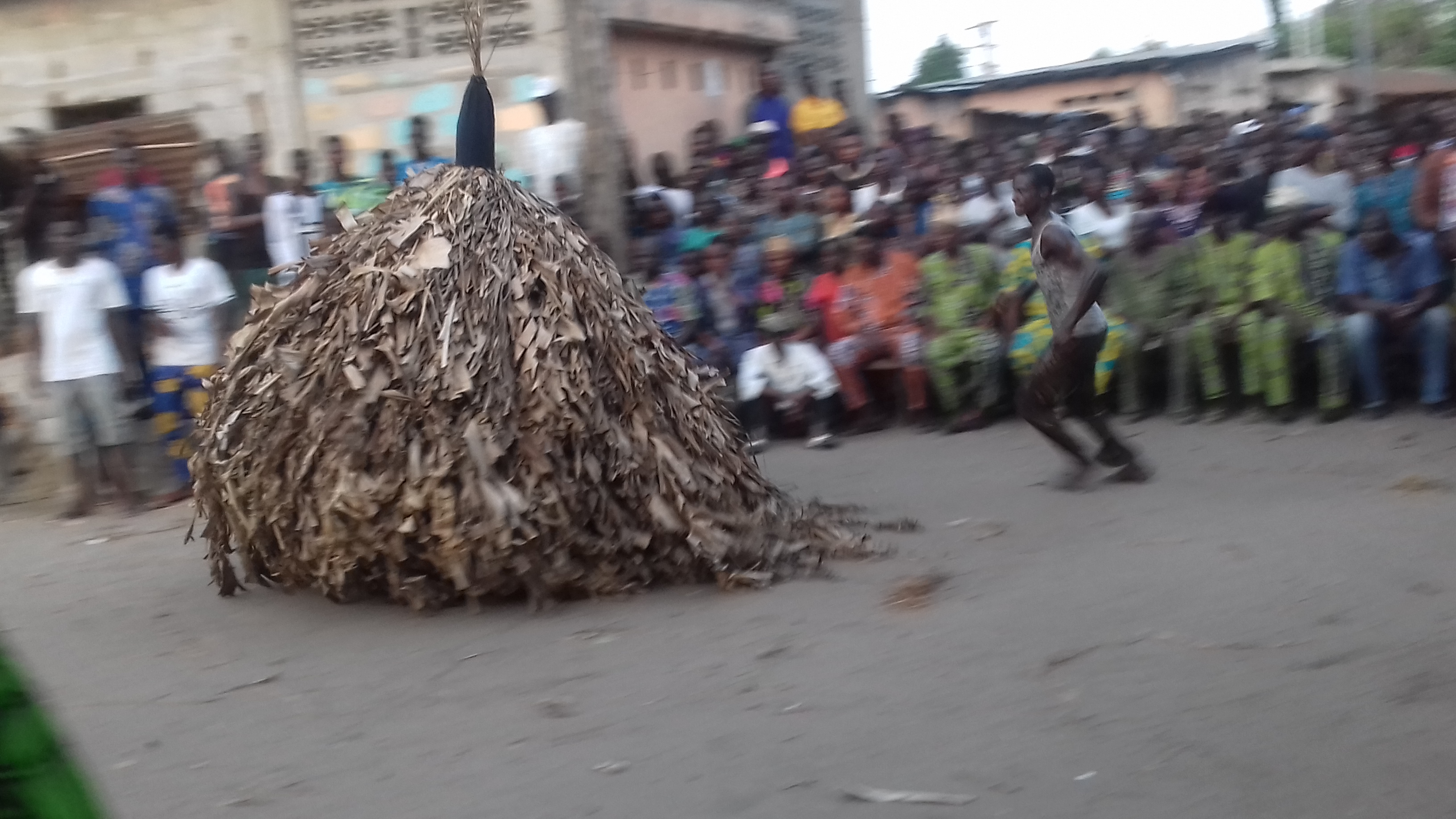
Danse du Zangbeto à Godomey.